# Aldeia Viçosa
Aldeia Viçosa ist eine Gemeinde (Freguesia) im portugiesischen Kreis Guarda. In ihr leben 267 Einwohner (Stand 19. April 2021).